# Поремећај мишљења по форми
Поремећаји мишљења по форми се карактеришу брзином асоцијација, лингвистичком регуларношћу, усмереношћу и континуитетом. Брзина асоцијација, може да варира од особе до особе, али у нормалним оквирима, саговорник је увек у стању да разуме излагача; Лингвистички регуларно мишљење је адекватно у домену лексике, синтаксе, семантике и прагматике; Усмереност мисаоног тока се изражава кроз логичност и смисаону повезаност са јасном тенденцијом ка одређеном циљу; Континуираност мисаоног тока јесте његова непрекидност све до потпуне реализације циљне представе.
Поред поремећаја мишљења по форми, патологију мисаоног садржаја можемо разликовати и по садржају.

## Врсте поремећаја мишљења по форми могу бити:

### Неуобичајена ефикасност мишљења:

#### Болесна опширност
Болесна опширност или опширно мишљење, настаје као последица губитка процене информативне вредности мисаоног садржаја. Споредне асоцијације постају циљне представе. Износи се маса крајње безначајних информација, при исказивању жељеног садржаја и кључне мисли. Виђа се код интелектуално дефицитних стања, у вези са проблемом одвајања битног од небитног или епилепсије (лепљивост оболелих од епилепсије - пацијент се стално врти и враћа на једну те исту тему, као да не може да се од ње одлепи), деменције и хипоманије.

#### Успорени мисаони ток
Закочено мишљење или успорени мисаони ток се најчешће јавља код депресивних болесника и особа са можданим оштећењем. Говор је ретко спонтан, оскудан је и везан за узак круг тема, сматра се да настаје у вези са пренаглашеним ангажовањем менталне енергије, на сопствени унутрашњи мисаони садржај. Алтернативни појмови се споро формирају. Код органских оштећења мозга овакво мишљење је праћено Брадилалијом (успореним говором) и брадипсихијом (успореност свих менталних процеса). Најизраженији облик закочене мисаоне активности је мутизам, односно потпуно гашење говорних импулса, када болесник уопште не говори спонтано, нити одговара на постављена питања.

##### Убрзани мисаони ток
Убрзани мисаони ток је последица појаве великог броја асоцијација. Идеје просто сустижу и прескачу једна другу, у тој мери да се губи целовитост и заокруженост мисли. Испољава се бујицом речи - логорејом, а у екстремном степену настаје бег идеја - fuga idearum. Разумевање слушаоцу је знатно отежано. Ово стање се среће код маничних болесника.

### Поремећај асоцијација:

#### Блок у мишљењу
Блок у мишљењу се се уочава као прекид континуираног излагања. Појава се може запазити и код психички здравих особа и оболелих од схизофреније. С разликом што код психички здравих особа, које на питање "где сам оно стао" дискретна подршка саговорника омогућава наставак започете мисли. Психопатолошки прекид асоцијација се на овај начин не може превазићи ("крађа мисли"). Пацијент после изненадног застаја у излагању, подршком ипак не може да настави излагање.

#### Конфузно или инкохерентно мишљење
Конфузно или инкохерентно мишљење се манифестује очуваношћу реченица, али уз кидање веза између њих, због чега излагање постаје разбијено и фрагментирано, па је могуће схватити тек из целокупног контекста. Увид болесника у проблеме оштећеног асоцијативног повезивања изостаје. Ово стање се виђа код схизофреније.

#### Расуло мисли
Расулом мисли се представља прекид асоцијативног, логичног тока мисли. Запажа се неадекватна примена речи и формирање сопствених, околини неразумљивих речи (комбинацијом слова у новоформираним речима, које су можда разумљиве само болеснику). Виђа се код оболелих од схизофреније.

#### Дисоцирано мишљење
Дисоцирано мишљење је поремећај који нарушава синтаксичку структуру реченице.

#### Салата од речи
Салата од речи је најтежи поремећај мишљења по форми. Карактерише га изговарање потпуно бесмислених и неповезаних речи и реченица, без икакве форме и смисла. Пацијента није могуће разумети и ово стање се виђа код схизофреније.

#### Персеверација
Персеверација подразумева појаву невољног понављања одређене речи или реченица (вербално или писмено), упркос настојања пацијента да каже нешто друго, са могућом асоцијативном повезаношћу, али само по форми (римовање или звучност). Виђа се код можданих лезија и схизофреније.